# Circuit Yas Marina

Traçat del circuit.

El circuit de Yas Marina és un traçat apte per curses automobilístiques que s'ha construït a l'illa Yas, a Abu Dhabi, Emirats Àrabs Units para celebrar-hi el nou Gran Premi d'Abu Dhabi de Fórmula 1.

## Història
El circuit de Yas Marina ha estat construït sota les directrius del reconegut dissenyador alemany de circuits d'alta velocitat Hermann Tilke i també s'hi construeix un parc temàtic, un port esportiu, zones residencials, un parc aquàtic, zones d'oci i d'esports, hotels i altres equipaments.

## A la F1
La primera cursa s'ha disputat l'1 de novembre del 2009, sent l'última cursa de la temporada 2009.
La victòria ha estat per Sebastian Vettel amb un Red Bull Racing, i també ha fet la volta ràpida al traçat.